# W早稲田ゼミ
W早稲田ゼミ（わせだぜみ）は、株式会社早稲田学習研究会によって運営される、小学生、中学生、高校生を対象とした学習塾。

## 概要
1987年に創業者である吉原俊夫が群馬県太田市で始めた学習塾に端を発する。「生徒第一主義」の理念のもと、現在までに埼玉県・群馬県・栃木県を中心に約50校舎を展開する。また、運営元である早稲田学習研究会は、個別指導塾「ファースト個別」を東京都・埼玉県・群馬県に計10校舎展開している。
早稲田学習研究会は、2023年12月22日に東京証券取引所スタンダード市場へ上場した。

## 運営拠点
- 東京本社　〒104-0031　東京都中央区京橋1-6-11カンケン京橋ビル7F
- 統括本部　〒373-0853　群馬県太田市浜町10-53

## 校舎一覧

### 小学部・中学部
埼玉ブロック
- 大宮校
- 北大宮校
- 西大宮校
- 春日部校
- 本庄校
- 熊谷校
- 深谷校
- 越谷レイクタウン校
- 草加校
- 桶川北本校
- 川口校
- 上尾校
- 岩槻校
- 北越谷校
- 坂戸鶴ヶ島校 ※2024年5月開校
- 東松山校 ※2024年5月開校
- ファースト個別 大宮教室
- ファースト個別 越谷レイクタウン教室

栃木ブロック
- 宇都宮校
- 宇都宮中央校
- 宇都宮東校
- 足利校
- 足利南校
- 吉水校
- 佐野校
- 栃木校
- 小山校

群馬ブロック
- 太田校
- 太田校東教室
- 木崎校
- 前橋校
- 桐生校
- 前橋中央校
- 高崎校
- 高崎西校
- 伊勢崎校
- 館林校
- 大泉校
- 渋川校
- ファースト個別 太田教室
- ファースト個別 前橋教室

### 高校部
埼玉ブロック
- 熊谷ハイスクール
- 深谷ハイスクール
- 熊女館ハイスクール

栃木ブロック
- 足利ハイスクール
- 佐野ハイスクール
- 栃木ハイスクール
- 宇都宮中央ハイスクール
- 小山ハイスクール

群馬ブロック
- 太田ハイスクール
- 前橋中央ハイスクール
- 高崎ハイスクール
- 桐生ハイスクール
- 館林ハイスクール
- 伊勢崎ハイスクール